# Délka slov v češtině
Délka slov v češtině je proměnlivá a kolísá od jednoho jediného písmene až po slova dlouhá
okolo třiceti písmen.

## Nejkratší slova

### Slova jednopísmenná
Nejkratší možná slova v českém jazyce sestávají z jednoho písmene. Počet českých jednopísmenných slov je však velmi omezený. Jejich seznam, řazený podle slovních druhů, je uveden níže. Některá slova se mohou vyskytovat i v jiných významech jako jiný slovní druh (spojky „a“, „i“ se vyskytují také jako částice), a proto jsou v seznamu uvedena dvakrát.

#### Předložky
- k, o, s, u, v, z

#### Spojky
- a, i

#### Částice
- a, i

#### Citoslovce
- á, ó

### Slova se dvěma písmeny
Mnohem více se v českém jazyce vyskytují slova sestávající ze dvou písmen, byť ani jejich počet není příliš velký. Ohebné slovní druhy mohou mít tuto délku pouze v určitých tvarech, zatímco v jiných dosahují délky větší. Např. slovo „oko“ má ve svém základním tvaru písmena tři, ovšem ve 2. pádu množného čísla („ok“) jen dvě. I zde jsou homonyma v seznamu uvedena vícekrát (např. slovo „ér“ jako tvar podstatných jmen „éro“ či „éra“, nebo slovo „jí“ jako tvar slovesa „jíst“ a současně tvar zájmena „ona“.

#### Podstatná jména
- ar
- eg (2. pád mn. č. slova „ego“)
- ech (2. pád mn. č. slova „echo“)
- ér (2. pád mn. č. slova „éra“)
- ér (2. pád mn. č. slova „éro“)
- es (2. pád mn. č. slova „eso“)
- id
- id (2. pád mn. č. slova „ido“)[1]
- id (2. pád mn. č. slova „idy“)
- oj
- ok (2. pád mn. č. slova „oko“)
- op
- oř
- os (2. pád mn. č. slova „osa“)
- té
- úd
- uch (2. pád mn. č. slova „ucho“)
- úl
- um

#### Slovesa
- by
- dá
- dí
- je
- jí
- má
- oř
- uč
- ví

#### Zájmena

##### Osobní
- já, mě, mi
- ty, ti
- on, ho, mu, je, ně
- ji, ni, jí, ní, je, ně
- my
- vy

##### Přivlastňovací
- mí, mé

##### Ukazovací
- rod mužský: ti, ty
- rod ženský: ta, té, tu, ty
- rod střední: to, ta

##### Tázací
- co, čí

##### Vztažná
- co, čí, an

##### Zvratná
- se, si

#### Příslovce
- až, tu, už

#### Předložky
- do, na, ke, ku, ob, od, po, se, ve, za, ze

#### Spojky
- ač, ať, až, ba, či, že

#### Částice
- ať, až, co, jo, ne, no, to, že

#### Citoslovce
- oj, och, ach, ha, hu apod.

## Dlouhá slova
Pravidla české slovotvorby umožňují pomocí předpon, přípon a vhodně zvolené koncovky vytvářet velmi dlouhá slova. Některá z nich mohou přesáhnout i délku 30 písmen. Většinou se však jedná o pouhé umělé jazykové konstrukty, které jsou prakticky nesrozumitelné, v běžné komunikaci se nevyskytují a zpravidla slouží jen jako předmět recese a slovních hrátek. Jedním z velmi známých případů je slovo „nejneobhospodařovávatelnější(mi)“. Ústav pro jazyk český AV ČR v této souvislosti upozorňuje, že v databázi Českého národního korpusu lze nalézt výskyty slova „obhospodařovávat“, ovšem už nikoliv jeho záporný tvar „neobhospodařovávat“ ani odvozené přídavné jméno „nejobhospodařovávatelnější“.
Mezi další podobně uměle vytvořená slova patří: 
- nejnezapamatovávatelnější(ho)  – 25 (27) písmen
- nejneobhospodařovávatelnější(mi) – 28 (30) písmen
- nejneosamostatňovávatelnější(mi) – 28 (30) písmen
- nejnevykrystalizovávatelnější(ho) – 29 (31) písmen
- nejnerestrukturalizovávatelnější(mi) – 32 (34) písmen
- nejnezpravděpodobnostňovávatelnější(mi) – 35 (37) písmen
- nejzdevětadevadesáteronásobitelnější(mi) – 36 (38) písmen.[2]
- nejnezdevětadevadesáteronásobitelnější(mi) – 38 (40) písmen.[2] – nejhůře vynásobitelný skupinou devadesáti devíti.
- nejnezdevětadevadesáteroroznásobovávatelnější(mi/ho) – 45 (47/47) písmen – nejhůře opakovaně roznásobovaný skupinou devadesáti devíti.

Některá dlouhá slova s doloženou existencí:
- nerestrukturalizovatelný[3][4] – (24 písmen)
  - nerestrukturalizovatelnému – (26 písmen)

Jelikož české názvy chemických látek jsou řazeny mezi slova, nejdelšími českými slovy by měly být právě tyto názvy. Nemůžeme sice názvy jako je 1,1,1-trichlor 2,2 (bis 4-chlorbenzen) ethan (DDT) považovat za slova, ale obecnější název trichlor(bischlorfenyl)ethan už teoreticky lze. Vezmeme-li velké molekuly, jako například vitamín B12 či glukagon, jsou jejich chemické názvy rozhodně delší než kterékoliv jiné české slovo.
Nejdelší předložkou je pravděpodobně slovo prostřednictvím.

## Související článek
- Zipfovo pravidlo